# Sigurd Christiansen

Zwei Lebende und ein Toter, Piper-Verlag, München, 1932

Sigurd Wesley Christiansen (* 17. November 1891 in Drammen; † 23. Oktober 1947 ebenda) war ein norwegischer Schriftsteller, der Romane und Dramen verfasste.

## Leben
Christiansen war der Sohn des Handwerkers und Küsters Andreas Christiansen und dessen Frau Maren Kirstine Sæthre. Er arbeitete als Postbeamter in seiner Heimatstadt Drammen, die neben Oslo auch einer der wichtigsten Schauplätze seiner Romane ist. Am 12. November 1916 heiratete er Magdalena Johanne Melaaen.
Schriftstellerisch betätigt hatte Christiansen sich bereits als Jugendlicher. Ab 1907 veröffentlichte er Gedichte in Zeitschriften. Sein erster Roman, Seieren, erschien 1915, und wurde mit den Werken Dostojewskis verglichen. In seinen Werken befasst sich Christiansen vor allem mit der Psychologie seiner Hauptpersonen, die eigentliche Handlung spielt eine untergeordnete Rolle.
Christiansens größter Erfolg war der Roman To levende og en død, mit dem er 1931 einen Wettbewerb gewann. Der Roman wurde daraufhin in mehrere Sprachen, unter anderem ins Deutsche (Zwei Lebende und ein Toter), übersetzt und später mehrmals verfilmt.
1940 wurde Christiansen mit dem Literaturpreis Gyldendals legat ausgezeichnet.

## Werke

### Romane
- Seieren (1915)
- Thomas Hergel (1917)
- Indgangen (1925)
- Sverdene (1927)
- Riket (1929)
- To levende og en død (1931). deutsch: Zwei Lebende und ein Toter. Piper. München. 1932
- Drømmen og livet (1935)
- Det ensomme hjerte (1937)
- Menneskenes lodd (1945)

### Dramen
- Edmund Jahr (1926)
- En reise i natten (1931)
- Alexander Paulovitsj (1947)